# Patricia Diane Lopez

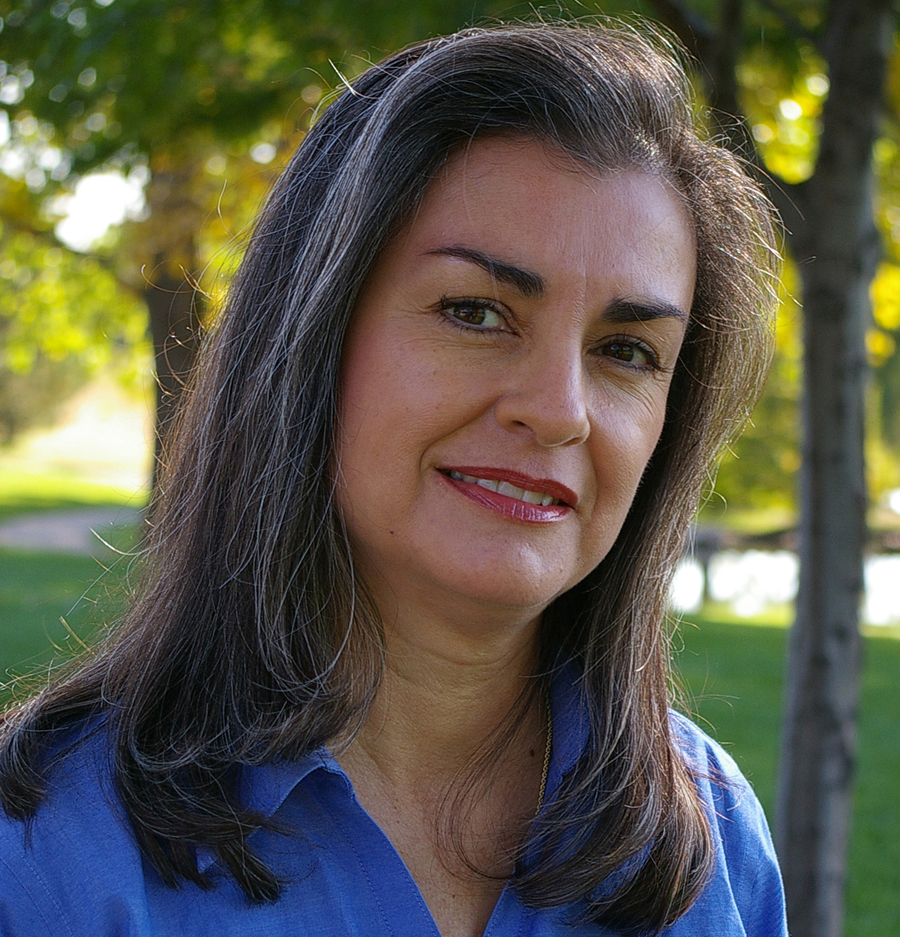
Patty Lopez (2015)

Patricia Diane Lopez (* in Española (New Mexico)) ist eine US-amerikanische Informatikerin, die für ihre Forschungen zu Bildverarbeitung und Bildverbesserung bekannt ist.

## Leben
Lopez lernte in den 1970er Jahren an ihrer High School das Programmieren in Basic. 1976 begann sie das Informatikstudium an der New Mexico State University. Nach ihrem Bachelorabschluss 1980 und dem Masterabschluss 1982 erhielt sie ein Stipendium für ihre Promotion, die sie 1989 mit dem Thema der Prinzipien der scheinbaren Bewegung in der menschlichen und computergestützten Bewegungswahrnehmung abschloss. 1983 bis 1989 war sie Teil der Vision and Robotics-Gruppe an der New Mexico State University. 1989 ging sie als Entwicklungsingenieurin für die Entwicklung von Bildverarbeitungsalgorithmen und Bildbearbeitungssoftware zu Hewlett Packard Co, wo sie neunzehn Jahre arbeitete. Sie hat über fünfzig Produkte veröffentlicht und besitzt sieben Patente. 2004 bekam sie Zwillinge und erhielt danach nicht ihren alten Arbeitsplatz zurück.  Sie wechselte zu der Firma Intel in Fort Collins, Colorado. Seit 2000 ist sie in verschiedenen Gremien der New Mexico State University tätig.
Sie war Gründungsmitglied von Latinas in Computing, das als Listserv für hispanische Frauen in der Industrie begann und sich seitdem mit Hilfe des Anita Borg Institute for Women in Technology zu einem florierenden Community- und Unterstützungsnetzwerk entwickelt hat.
Sie lebt mit ihrem Ehemann Bob Fink und den drei Kindern in Colorado.

## Auszeichnungen (Auswahl)
- 2001: Hewlett Packard Technical Leadership Award
- 2003: Hewlett Packard Campus Recognition Program Award
- 2003: New Mexico State University Distinguished Alumni Award
- 2004: Hewlett Packard-Preis für Vielfalt und Inklusion
- 2010: HENAAC / Great Minds im STEM Community Service Award
- 2015: SWE Advocating Women in Engineering Award
- 2018: James F. Cole Memorial Award für Service, Alumni-Vereinigung der New Mexico State University

## Mitgliedschaften
- emeritiertes Vorstandsmitglied des Anita Borg Institute
- Gründungsmitglied von Latinas in Computing